# Handball Club Herstal (006)
Pour les articles homonymes, voir HC Herstal.
Ne pas confondre avec le HC Herstal d'origine, ni avec la Jeunesse Sportive Herstal et le HC Inter Herstal, deux autres clubs de la localité d'Herstal.
Maillots
Dernière mise à jour : 20 janvier 2022.
Le Handball Club Herstal, abrégé en HC Herstal est un club belge de handball, situé à Herstal dans la Province de Liège.
Porteur du matricule 006, le club revendique l'héritage du HC Herstal, important club dans les années 1990. Fruit de plusieurs fusions, absorbions et déménagements, le matricule fut basé successivement à Flémalle de 1924 à 2009, Herstal de 2009 à 2013, Grâce-Hollogne de 2013 à 2019 puis à nouveau Herstal depuis 2019.
Affilié à la Ligue francophone de handball, le club évolue en Division 2.

## Histoire
Le matricule fut basé pendant 85 ans dans la commune de Flémalle, sous le nom de l'Olympic Club Flémallois puis du Royal Olympic Club Flémalle où il remporta 14 titres nationaux et joua plusieurs matches européens. En 2009, le matricule 6 fusionne avec le HC Herstal et devient le VOO HC Herstal-Flémalle ROC, puis en 2013, à la suite de la descente en division 2, le matricule absorbe le HC Grâce-Hollogne et devient le VOO HC Grâce-Hollogne/Ans avant de revenir à Herstal en 2019, sous le nom de HC Herstal.

### 1924-2009: L'OC Flémallois puis le ROC Flémalle

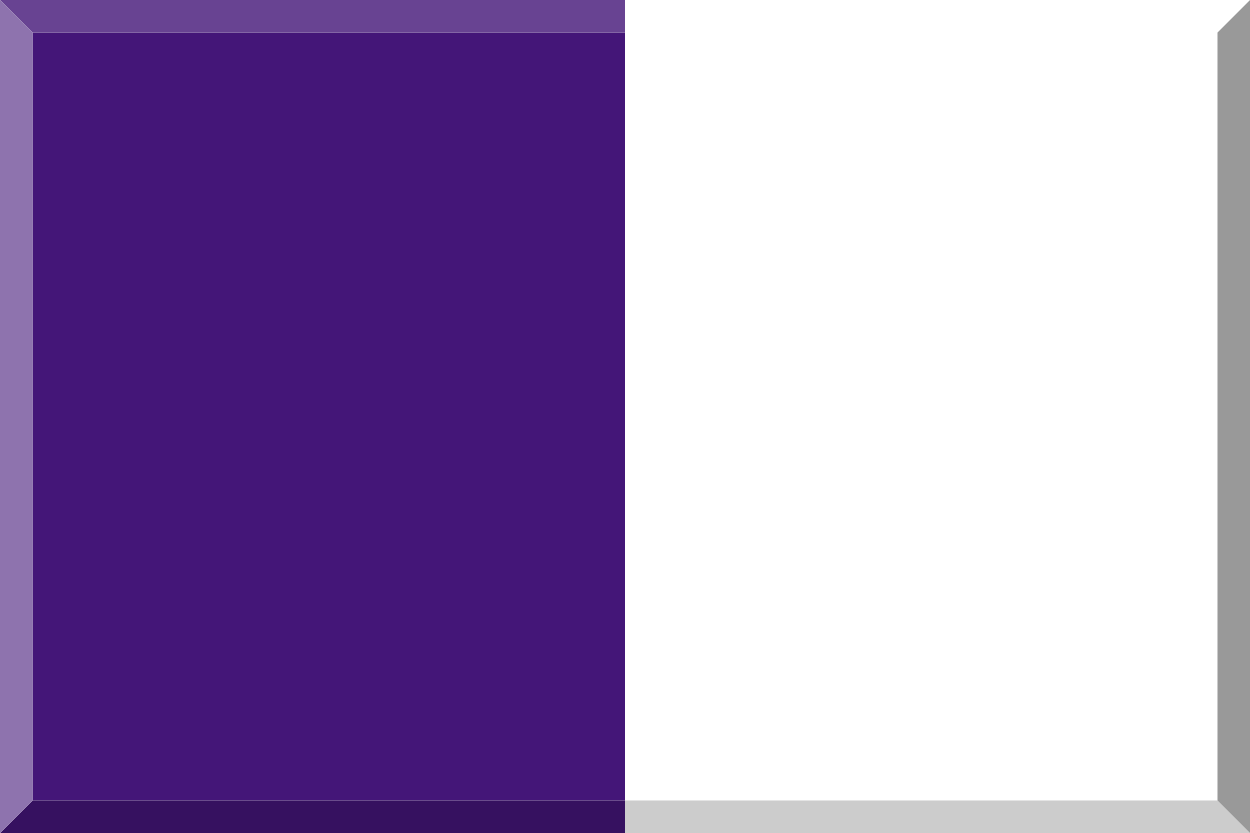
Les couleurs du ROC Flémalle

Fondé en 1924, l'Olympic Club Flémallois devient la référence du handball belge dès la création d'une compétition officielle. Premier Champion de Belgique et premier vainqueur de la Coupe de Belgique. Flémalle domine outrageusement les compétitions belges avec 115 matchs sans défaite ni partage, puis 137 matchs sans défaite. Le ROC est champion sans discontinué entre 1958 et 1964. Un septuplé qui ne sera qu'égaler par l'Initia HC Hasselt entre 1993 et 1999. En Coupe, là aussi, le club répond présent avec trois trophées en 1960, 1961 et 1962.
Après le septuplé, le handball belge devient un peu plus compétitif, le ROC voit, en effet, Schaerbeek, Seraing et Sasja remporter les trois éditions suivantes. Néanmoins, Flémalle continue à être performant, terminant respectivement deuxième, troisième et encore une fois deuxième du championnat. Après cette courte période de disette, le ROC Flémalle revient pour la seconde fois sur les devants de la scène belge en remportant le championnat de 1969 et de 1970. Un dernier titre, en 1976 sera également remporté. 
Tous ces sacres permis aux Flémallois de disputer la Coupe des clubs champions. Une compétition dans laquelle le club ne réussit jamais à réaliser des performances. Au cours de laquelle, Flémalle rencontra le Frisch Auf Göppingen, le FC Porto, l'ASPOM Bordeaux, le HB Dudelange ou encore le SK Rapid Vienne.
Les années 1980 et 1990 seront synonymes de descente aux enfers pour le club liégeois qui dégringole de plusieurs niveaux. Finalement, emmené par Thierry Herbillon, Flémalle put retrouver le plus haut niveau belge à la suite de trois montées successives, passant de la D1 LFH (4e niveau) à la Division d'Honneur de 2003 à 2005. De retour au premier échelon national, le ROC Flémalle ne le quitta plus jusqu'à sa fusion en 2009 avec son voisin du VOO HC Herstal et la fondation de l'éphémère VOO HC Herstal-Flémalle ROC. Le ROC put néanmoins se targuer d'un dernier exploit, une finale de la Coupe de Belgique, perdue face au Sasja en 2007. 
Après 85 années passées dans la commune de Flémalle, 32 saisons en Division 1, sept campagnes européennes, quatorze sacres nationaux, le matricule 6 déménage à Herstal.

### 2009-2013: VOO HC Herstal-Flémalle ROC

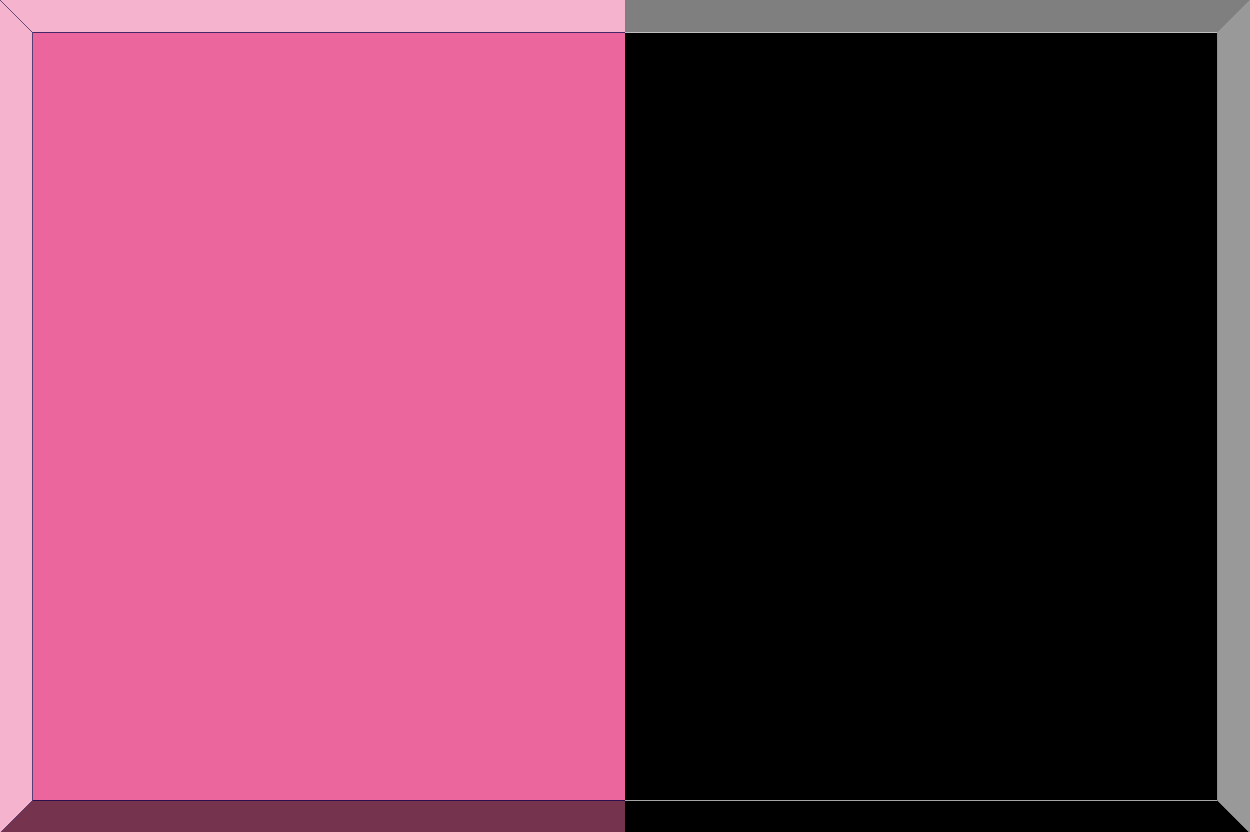
Les couleurs du VOO HC Herstal-Flémalle ROC

En mai 2009, le VOO Handball Club Herstal fusionne avec le Royal Olympic Club Flémalle pour former le VOO Handball Club Herstal-Flémalle Royal Olympic Club. Ce nouveau club hérite donc du matricule 6, celui de Flémalle, qui est conservé au détriment du matricule 58 qui disparaît après 49 ans d'activité. Cette fusion est plutôt vu comme une coalition des deux clubs car elles les avantagent tous deux. Ainsi, Herstal peut désormais évoluer en Division d'Honneur (Renommé Division 1) tandis que Flémalle, en proie à des problèmes financiers, peut désormais se renforcer économiquement. Une coalition qui est dès lors l'amalgame des deux clubs. C'est-à-dire que l'équipe première est ainsi composée de joueurs issus de deux formations. Jean-Luc Grandjean, l'entraîneur du VOO HC Herstal, est nommé à la tête de l'équipe première alors que Gilbert Van Bouchaute, l'ancien homme fort du ROC Flémalle, devient le nouveau président du club. De plus, le club projette de grandes ambitions dans la durée. L'idée est ainsi de créer une structure qui pourrait désormais concurrencer les clubs flamands, alors intouchables. 
Néanmoins, la coalition tourne court. Herstal-Flémalle choisit de conserver les couleurs du défunt VOO HC Herstal ainsi que d'évoluer dans sa salle au détriment de la Salle André Cools. De plus, les promesses émises lors de la fusion ne sont pas tenues avec la suppression des équipes dames et des sections jeunes tant du côté de Flémalle que du côté d'Herstal,. La création du HC Flémalle en 2010, un an après la fusion, démontre bien l'inactivité du matricule 6 dans cette commune. Le HC Flémalle qui en 2012 deviendra le Racing Olympic Club Flémalle, soit le nouveau ROC Flémalle. 
Cette désillusion tant du côté des équipes femmes que des équipes jeunes sera également vécue quelques années après par les équipes hommes. En Division 1, le VOO HC Herstal-Flémalle ROC ne parviendra ainsi jamais à émerger. Deuxième non relégable en 2010, premier non relégable en 2011. Herstal-Flémalle n'arrive pas à faire mieux lors de la saison 2011/2012. De plus, le club voit Jean-Luc Grandjean quitter son poste lors du début des Play-Downs. Thierry Finet prend alors les rênes de l'équipe et réussit à limiter la casse, terminant deuxième non relégable.
Lors du début de saison 2012-2013, un rapprochement s'opère avec le matricule 585 du HC Grâce-Hollogne, évoluant en D1 LFH (3e niveau). Les deux clubs gardent alors une indépendance vis à vis de l'autre au niveau de leur équipe première mais décident d'aligner une équipe mixte en Promotion Liège (4e niveau). De plus sans aucune politique de formation des jeunes, cette collaboration permet à Herstal-Flémalle de s'aligner sur celle de Grâce-Hollogne. Mais cette consolidation ne permit pas au matricule 6 de se sauver lors de cette saison 2012-2013. Dernier à l'issue de la phase régulière, les roses et noirs ne parviendront pas à se maintenir lors des Play-Downs, terminant comme la phase classique à la dernière place. 
Relégué en Division 2, les dirigeants du VOO HC Herstal-Flémalle ROC décident de mettre en œuvre l'alliance initié avec le HC Grâce-Hollogne. Herstal-Flémalle déménage donc dans la commune de Grâce-Hollogne.

### 2013-2019: VOO RHC Grâce-Hollogne/Ans

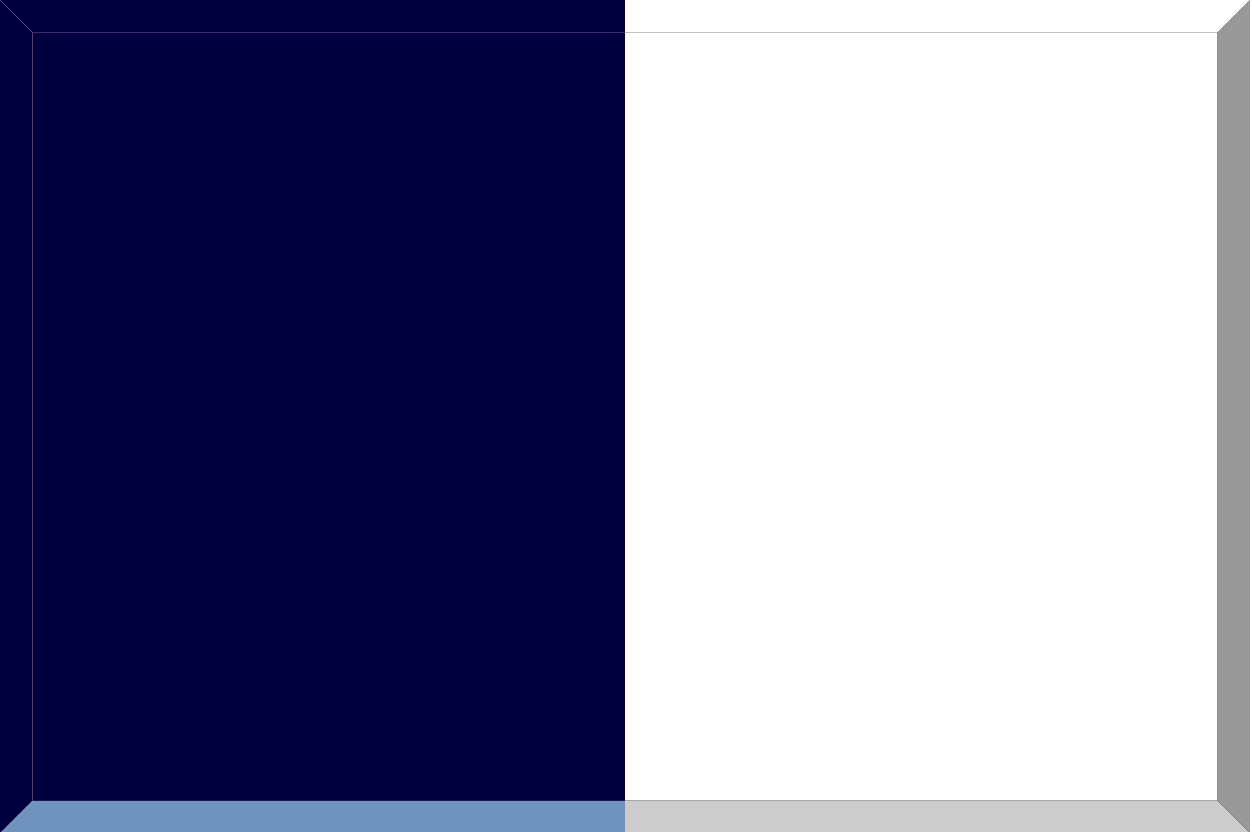
Les couleurs du VOO RHC Grâce-Hollogne/Ans

En 2013, le matricule 6 s'installe donc à Grâce-Hollogne et absorbe tout simplement les différentes équipes du matricule 585 à l'exception de l'équipe dame qui décidera de fonder son propre club, le Fémina Grâce-Hollogne, club éphémère qui disparaîtra en 2014 avant d'être refonder en 2019 sous le nom de GH Fémina Hand. 
A noter qu'il s'agit d'une absorbation et non d'une fusion, le matricule 585 du HC Grâce-Hollogne est revendu au comité du HC Trooz, composé d'anciens membres du VOO HC Herstal. Cette direction décide dès lors s'établir à mi-temps à Herstal, ce qui donnera le HC Herstal/Trooz. Pour ce qui est du matricule 6, s'installant à Grâce-Hollogne, il se renomme le VOO Royal Handball Club Grâce-Hollogne/Ans et joue désormais en bleu et blanc, les couleurs de Grâce-Hollogne. De plus, Gilbert Van Bouchaute reste le président du club mais c'est désormais Gianni Dolce, l'homme fort du matricule 6. 
Débutant donc en Division 2, les résultats du club sont bons. Malgré une première saison où Grâce-Hollogne finit premier non relégable du championnat, le club termine troisième à l'issue de la saison 2014-2015 avant de s'adjuger le titre de la Division 2 lors de la saison 2015-2016. Retrouvant l'élite du handball belge, le matricule 6 livre une féroce bataille pour le maintien avec le HC Eynatten-Raeren. Dernier de la phase régulière, les Play-Downs ne permettront pas aux hommes de Dolce de se maintenir, terminant à un point des germanophones, premiers non relégables. Redescendant directement en deuxième division, les bleu et blancs n'y resteront que le temps d'une saison. Troisième du championnat, le matricule 6 est en effet promu en Division 1. Mais, à l'instar de la saison 2016-2017, le club n'arrive pas à réaliser de performances et termine bon dernier à l'issue de la phase régulière et des Play-Downs. Une ultime saison étant donné que le comité décide de mettre la clef sous la porte. 
Les déboires qui ont amené le VOO RHC Grâce-Hollogne/Ans à cesser ses activités sont multiples. Tout d'abord, le club voit sa salle fermée à de multiples reprises pour cause d'amiante, puis de rénovation des vestiaires et enfin pour changement de revêtement. Le club s'exila même de sa commune pour celle de Saint-Nicolas où il évolua au Hall omnisports de Montegnée lors de la saison 2015-2016. De retour à Grâce-Hollogne, un autre coup dur frappe le club qui voit sa cafétéria rester fermées pendant huit mois alors que c'est une rentrée essentielle pour un club amateur. Outre les problèmes de salle, la radiation lors de la saison 2014-2015, bien que temporaire, sera également un coup dure pour le matricule 6. Finalement, c'est un règlement communal voté en 2015 qui assena le club liégeois. Ce règlement spécifie en effet que tout club dont 50 % des membres n'habitaient pas Grâce-Hollogne devait payer ses heures de salle. Gianni Dolce préféra donc arrêté, le matricule 6 est alors vendu au HC Herstal/Trooz.

### Depuis 2019: HC Herstal

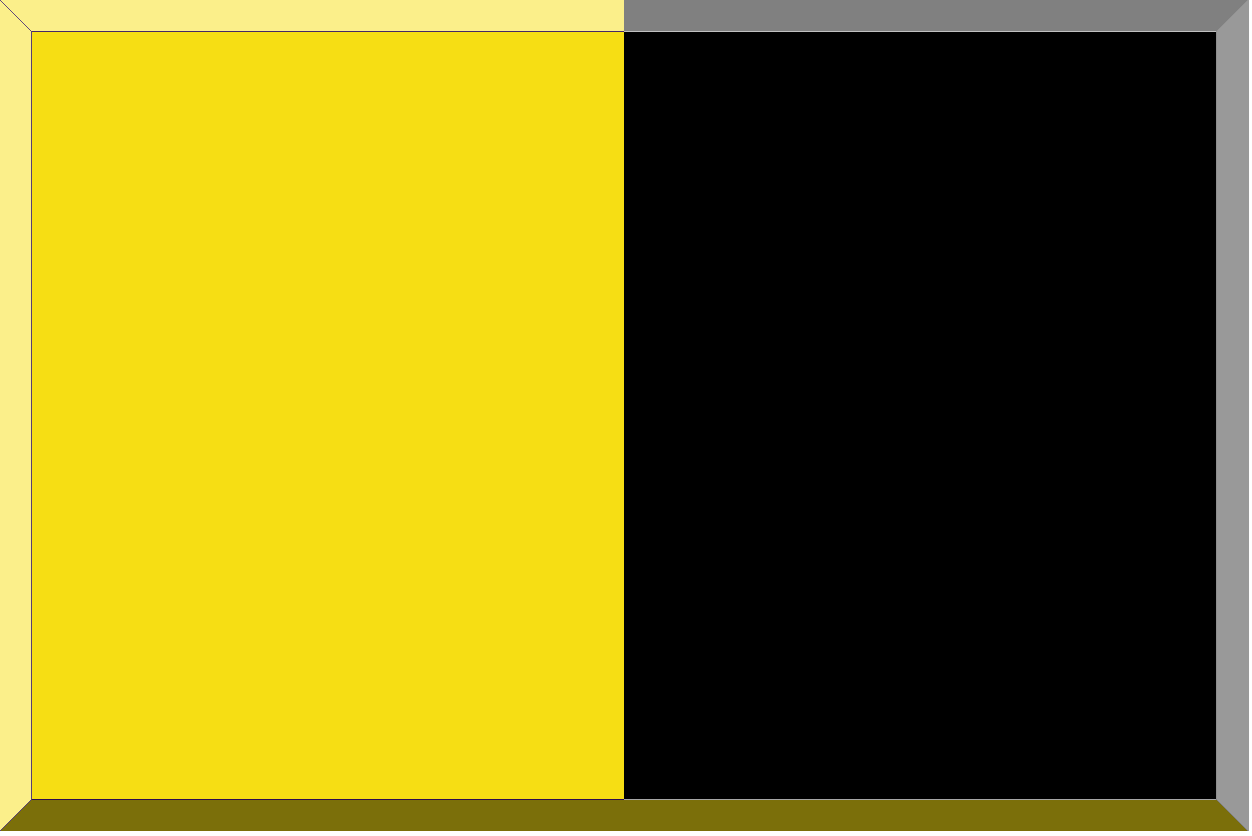
Les couleurs du HC Herstal

Afin d'éviter la disparition du matricule, le comité du HC Herstal/Trooz décide de racheter le club. Le matricule 6 revient alors à Herstal qu'il avait quitté 6 ans plutôt. Le club se renomme alors Handball Club Herstal, revendiquant ainsi le prestigieux passé du Handball Club Herstal, le matricule 58 qui avait disparu à la suite de la fusion avec le ROC Flémalle en mai 2009. 
Débutant en Division 2, avec comme nouvel entraîneur Patrick Fonck, le HC Herstal termine la phase classique à la 3e place de la saison 2019-2020. Se qualifiant ainsi aisément pour les Play-offs lors desquelles, Herstal se loupe complètement terminant à la quatrième place du classement.

## Parcours
| Saison                                    | Niveau | Division   | Rang | Coupe          |
| ----------------------------------------- | ------ | ---------- | ---- | -------------- |
| ROC Flémalle                              |        |            |      |                |
| Voir Royal Olympic Club Flémalle#Parcours |        |            |      |                |
| VOO HC Herstal-Flémalle ROC               |        |            |      |                |
| 2009-2010                                 | 1      | Division 1 | 8e   | ?              |
| 2010-2011                                 | 1      | Division 1 | 9e   | ?              |
| 2011-2012                                 | 1      | Division 1 | 8e   | ?              |
| 2012-2013                                 | 1      | Division 1 | 10e  | 1/4 de finale  |
| VOO RHC Grâce-Hollogne/Ans                |        |            |      |                |
| 2013-2014                                 | 2      | Division 2 | 8e   | 2e tour        |
| 2014-2015                                 | 2      | Division 2 | 3e   | 1/8 de finale  |
| 2015-2016                                 | 2      | Division 2 | 1er  | 1/8 de finale  |
| 2016-2017                                 | 1      | Division 1 | 12e  | 1/8 de finale  |
| 2017-2018                                 | 2      | Division 2 | 3e   | 1/16 de finale |
| 2018-2019                                 | 1      | Division 1 | 12e  | 1/32 de finale |
| HC Herstal                                |        |            |      |                |
| 2019-2020                                 | 2      | Division 2 | 4e   | 1/16 de finale |
| 2020-2021                                 | 2      | Division 2 | -    | -              |
| 2021-2022                                 | 2      | Division 2 | 4e   | 1/4 de finale  |

## Palmarès
Ce tableau ne reprend pas les exploits du matricule 6 antérieur à 2009, soit ceux du ROC Flémalle. Pour les consulter voir Royal Olympic Club Flémalle#Palmarès. 
| Compétitions nationales                                           |
| - Championnat de Belgique de Division 2 (1) - Premier : 2014-2015 |

## Identité

### Maillot et couleurs

VOO donna les couleurs rose et noir du VOO HC Herstal-Flémalle ROC.

Les couleurs du matricule 6 sont à la base celle de Flémalle qui évoluait en mauve et blanc. Mais, à la suite des déménagements, le matricule 6 adopta les différentes couleurs du club qui remplaça. Ainsi, le VOO HC Herstal-Flémalle ROC joua en rose et noir étant donné que le club s'associa à VOO. Une fois à Grâce-Hollogne, le matricule repris les couleurs du HC Grâce-Hollogne, soit le bleu et le blanc. En 2019, le club redéménage à Herstal et reprend les couleurs historique du Handball Club Herstal, soit jaune et noir. 
Évolution du maillot du matricule 6
| Maillot type du ROC Flémalle | Maillot type du VOO HC Herstal-Flémalle ROC | Maillot type du VOO RHC Grâce-Hollogne/Ans | Maillot type du HC Herstal |

### Logo

Logo du ROC Flémalle
Logo du VOO HC Herstal-Flémalle ROC
Logo du RHC Grâce-Hollogne/Ans
Logo du HC Herstal (actuel)

### Noms et Surnoms

#### Noms
Le club a été nommé sous cinq appellations différentes :
- OC Flémallois (1924-1964) : aussi dénommé OCF
  - Officiellement : Olympic Club Flémallois
- ROC Flémallois puis ROC Flémalle (1964-2009) : aussi dénommé ROCF
  - Officiellement : Royal Olympic Club Flémallois ou Royal Olympic Club Flémalle
- VOO HC Herstal-Flémalle ROC (2009-2013) : aussi dénommé Herstal/Flémalle
  - Officiellement : VOO Handball Club Herstal-Flémalle Royal Olympic Club
- VOO RHC Grâce-Hollogne/Ans (2013-2019) : aussi dénommé RHC Grâce-Hollogne
  - Officiellement : VOO Royal Handball Club Grâce-Hollogne/Ans
- HC Herstal (depuis 2019) : aussi dénommé HCH
  - Officiellement : Handball Club Herstal

#### Surnoms
- Les armuriers : référence à la fabrique d'arme de la FN Herstal situé dans la commune.
- Le matricule 6 : numéro de matricule dressé par l'Union royale belge de handball.
- Les Herstaliens/Club herstalien : référence aux habitants d'Herstal.
- Les Liégeois/Club liégeois : référence aux habitants de la Province de Liège, de l'Arrondissement administratif de Liège et de la ville de Liège.
- Les Principautaires/Club principautaire : référence à l'ancienne Principauté épiscopale de Liège.
- Les Mosans : référence aux habitants se situant en bord de la Meuse.
- Les jaune et noir : depuis 2019.
- Les bleu et blanc, Les bleus : lorsque le club jouait à Grâce-Hollogne
- Les mauve et blanc, Les mauves : lorsque le club jouait à Flémalle
- Les coalisés : à l'époque du VOO HC Herstal-Flémalle ROC et du RHC Grâce-Hollogne/Ans (2009-2019)
- Les Flémallois : lorsque le club jouait à Flémalle.
- Les fushias : lorsque le club jouait en rose fuschia, soit de 2009 à 2013.
- Les rose et noir : lorsque le club jouait en rose et noir, soit de 2009 à 2013.

## Personnalités liées au club

### Président
- Gilbert Van Bouchaute (2009-?)
- Gianni Dolce (?-2019)
- Nicolas Sools (depuis 2019)

### Entraîneur
- Jean-Luc Grandjean (2009-2012)
- Thierry Finet (2012-2013)
- Gianni Dolce (2013-2019)
- Patrick Fonck (2019-2021)
- Samuel Van Looy (2021-)

## Comité
- Président :  Nicolas Sools
- Secrétaire :  Thomas Brundseaux
- Trésorier :  Patrice Fonck

## Infrastructure
- Hall omnisports André Cools (1973-2009) : Avant 1973, le handball se jouait dehors. Au départ, l'Olympic Club Flémallois évoluait derrière la Maison du Peuple de Flémalle-Haute. Le handball se disputait alors sur prairie et à onze. Avec l'apparition du handball à sept, Flémalle choisit de s'établir au parc communal de Flémalle-Haute, évoluant alors toujours en extérieur. Une salle de sport à Flémalle deviendra finalement primordiale dans les années 1970. C'est ainsi qu'en 1973, le Hall Omnisports André Cools, du nom du bourgmestre de l'époque, vit le jour. Le ROC Flémalle évolua 49 ans avant que le matricule déménage à Herstal. 
  - Adresse : Rue du Beau Site 23, 4400 Flémalle
- Hall omnisports "La Préalle" (2009-2013)-(depuis 2019) : Comprenant trois salles pour pratiquer le handball, disposant d'une capacité pouvant accueillir plus d'un millier de personnes, le Hall omnisports "La Préalle" est un outil unique en Province de Liège. Les travaux, débuté en 2005, ont couté au total 5 milions €[11]. Après la fusion avec Flémalle, c'est logiquement dans cette salle, plus moderne, que le VOO HC Herstal-Flémalle ROC choisit de s'établir. Toutefois, l'alliance en 2012 avec Grâce-Hallogne signa le déménagement du matricule dans cette commune l'année suivante. 
  - Adresse : Rue Emile Muraille 158, 4040 Herstal
- Hall Omnisports des 18 Bonniers (2013-2019) : Salle du HC Grâce-Hollogne dont le matricule 6 élit domicile à partir de 2013. Au cours de son passage dans cette salle, le club voit son inaccessibilité devenir de plus en plus un problème. Fermé, en effet à de multiples reprises pour cause d'amiante, puis de rénovation des vestiaires et enfin pour changement de revêtement. Le matricule 6 regagne finalement La Préalle en 2019. 
  - Adresse : Rue des Dix-Huit Bonniers 97/147, 4460 Grâce-Hollogne
- Hall Omnisports de Montegnée (2015-2016) : à la suite des multiples fermetures du Hall Omnisport des 18 Bonniers, le club dut se délocaliser dans la commune voisine de Saint-Nicolas au Hall Omnisports de Montegnée, soit la salle de la Renaissance Montegnée.
  - Adresse : Rue Pasteur 14, 4420 Saint-Nicolas

| \| La Préalle André Cools 18 Bonniers Montegnée \| Localisation des infrastructures où évolua le matricule 6 |
| La Préalle André Cools 18 Bonniers Montegnée                                                                 |